# Скрипачёва, Ираида Борисовна
Ираи́да Бори́совна Скрипачёва (14 июня 1931, Ленинград, СССР — 14 января 2021, Санкт-Петербург, Россия) — руководитель общественной организации «Жители блокадного Ленинграда».

## Биография
Родилась 14 июня 1931 года в Ленинграде. После окончания школы поступила в Ленинградский инженерно-экономический институт. Все 900 дней блокады провела в осаждённом немецко-фашистскими войсками городе.
В 1990 году начала общественную деятельность по созданию блокадного движения. Была избрана в состав Президиума городского добровольного общества «Жители блокадного Ленинграда» от районного общества «Жители блокадного Ленинграда». В 2003 году стала главой общественной организации «Жители блокадного Ленинграда» в Санкт‑Петербурге, которая является крупным ветеранским движения. Затем стала почётным председателем правления этой организации.
По сообщению Regnum, в декабре 2013 года Ираида Борисовна Скрипачёва обратилась к президенту РФ Владимиру Путину с просьбой улучшить состояние памятников музейно-мемориального комплекса «Дорога жизни», которые посвящены обороне и блокаде Ленинграда. В итоге, по поручению президента, были реконструированы здания музея «Дорога жизни» в посёлке Осиновец Всеволожского района Ленинградской области.

## Смерть
Ираида Борисовна скончалась в Мариинской больнице в Санкт-Петербурге на 90-м году жизни после тяжелой болезни. 18 января, в День прорыва блокады, состоялось прощание с Ираидой Скрипачёвой в Спасо-Преображенском соборе.
На церемонии прощания губернатор Санкт-Петербурга Александр Беглов отметил, «что Ираида Скрипачёва была светлым, добрым и отзывчивым человеком. Она делала огромную работу, чтобы сохранять память о людях блокадного Ленинграда и помогала блокадникам, ветеранам решать важные вопросы». Беглов пообещал, что её работу обязательно продолжат.
Председатель Законодательного собрания Санкт-Петербурга Вячеслав Макаров предложил увековечить память почётного председателя общественной организации «Жители блокадного Ленинграда», установив в Санкт-Петербурге мемориал в память о Ираиде Скрипачёвой.